# نادي هورسينس
نادي هورسينس (بالدنماركية: AC Horsens) هو نادي كرة قدم دنماركي يلعب في دوري السوبر الدنماركي. تأسس الفريق في 1 يناير 1994. يخوض الفريق مبارياته البيتية على ملعب ساسا أرينا هورسينس في هورسينس.

## وصلات خارجية
- (بالدنماركية) الموقع الرسمي